# Bosporthennis Quoit
Der Bosporthennis Quoit ist ein etwa 5500 Jahre altes Portalgrab aus der Jungsteinzeit. Er liegt bei Porthmeor in Cornwall in England. Im Gegensatz zu anderen Quoits in Cornwall ist Bosporthennis insofern ungewöhnlich, als der Deckstein nicht mehr aufliegt, aber die Reste des umgebenden Hügels von etwa 6,0 m Durchmesser und einer Resthöhe von 0,8 m noch zu erkennen sind.
Die Kammer von etwa 1,5 × 1,3 m besteht aus vier verbliebenen Tragsteinen, von denen einer etwa 1,5 m hoch aufragt. Zu irgendeinem Zeitpunkt in der Vergangenheit wurde der Deckstein vor Ort zu einem Mahlstein umgearbeitet, aber nicht von der Stelle entfernt.
Bei der Ausgrabung von 1872 wurden Scherben von Töpferwaren und kalzinierte Knochen gefunden.
In der Nähe liegt die Beehive hut von Bosporthennis.